# Anaplectoides vittata
Anaplectoides vittata är en fjärilsart som beskrevs av Heinrich 1917. Anaplectoides vittata ingår i släktet Anaplectoides och familjen nattflyn. Inga underarter finns listade i Catalogue of Life.